# Verdrag van Kadesh
Het Verdrag van Kadesh, ook wel Zilveren of Eeuwige Verdrag genoemd, stelt misschien wel een van de oudste akkoorden tussen twee naties voor, namelijk het oude Egypte en de Hettieten.
De botsing tussen de Hettieten en de Egyptenaren leidde tot de Slag bij Kadesh, waarbij Ramses II veruit de grootste verliezen telde.

## Het Verdrag
Hattusili III en Ramses II sloten daarom een verdrag dat bevestigde dat  Kadesh en Amurru Hettitisch bleven, dat Egypte zich terug moest trekken uit Azië tot Kanaän en dat de Hettieten aanspraak maakten op de Egyptische provincie Upi die Muwatali II onder controle van zijn broer Hattulisi III plaatste. 
Het verdrag is in drie verschillende talen opgeschreven, het Hettitisch, Egyptisch en Akkadisch. Het VN-hoofdkwartier bewaart, nabij de zaal van de veiligheidsraad, een zilveren replica van het verdrag in het Hettitisch.
De Nederlandse vertaling van het verdrag luidt:
Mogen duizenden godheden, waaronder de goden en godinnen van Hatti en Egypte, getuige zijn van dit verdrag tussen de keizer van Hatti en de farao van Egypte.
Ook zijn getuigen de zon, de maan de goden en godinnen van hemel en aarde, de bergen en de rivieren, de zee, de winden en de wolken.

De duizenden godheden zullen het huis, het land en de onderdanen vernietigen van degene die zich niet aan het verdrag houdt.
De duizenden godheden zullen ervoor zorgen dat degene die zich er wel aan houdt een rijk en gelukkig leven zal leiden met zijn huisgenoten, zijn kinderen en zijn onderdanen.

## Nasleep
Het verdrag was voor Egypte onaanvaardbaar en er brak rebellie uit in het gehele rijk. Door de opstanden van verscheidene vazalstaten zoals Kanaän verloor Ramses de controle over de grenzen. Toch boekte Ramses negen jaar later overwinningen op de Hettitische steden Dapur en Toenip maar  zijn machtspositie in Azië bleef slecht. In een jaar tijd was Dapur terug in Hettitische handen. Vijftien jaar later, met de troonopvolging van Hattusili III komt de nieuwe Hettitische koning met een nieuw verdrag gegraveerd op een zilveren tablet, bewaard gebleven in het Archeologisch museum van Istanbul.